# ريما العبدلي
ريما العبدلي هي رياضية تونسية بارالمبية قصيرة القامة وهي تنافس في أحداث تصنيف F40. مثلت تونس في دورة الألعاب الأولمبية الصيفية للمعاقين لعام 2016 وفازت بالميدالية الفضية في حدث F40 رمي الجلة للسيدات.

 في عام 2019، تأهلت لتمثيل تونس في دورة الألعاب الأولمبية للمعاقين صيف 2020 في طوكيو، اليابان.
في بطولة العالم 2015 فازت بالميدالية البرونزية في رمي الجلة للسيدات في حدث F40. بعد ذلك بعامين في بطولة العالم 2017، سجلت رقمًا قياسيًا جديدًا بلغ 7.57م في نفس الحدث وفازت بالميدالية الذهبية. في بطولة العالم 2019، أنهت في المركز الرابع في هذا الحدث بمسافة 7.79 م.

## روابط خارجية
- ريما العبدلي على موقع Paralympic.org (الإنجليزية)
- ريما العبدلي على موقع IPC.InfostradaSports.com (مؤرشف) (الإنجليزية)

ريما العبدلي في اللجنة البارالمبية الدولية